# Conciliação contábil
Conciliação contábil é a conferência mensal, semestral ou anual de cada conta contábil. Cada conta contábil do balanço deve ser verificada e ter a composição de seu saldo validado. Composição de saldo é na verdade um controle interno, onde o Contador ou qualquer outro usuário da Contabilidade sabe o que contém discriminadamente em cada conta contábil.
A conciliação contábil também compreende os demonstrativos e relatórios de suporte que demonstram ou evidenciam a real situação e o saldo da conta contábil.